# Yongfeng (köpinghuvudort i Kina, Zhejiang Sheng, lat 28,90, long 121,07)
Yongfeng (kinesiska: 永丰, 永丰镇, 留贤) är en köpinghuvudort i Kina. Den ligger i provinsen Zhejiang, i den östra delen av landet, omkring 170 kilometer sydost om provinshuvudstaden Hangzhou. Antalet invånare är 37 809. Befolkningen består av 18 333 kvinnor och 19 476 män. Barn under 15 år utgör 17,0 %, vuxna 15-64 år 68 %, och äldre över 65 år 13,0 %.
Runt Yongfeng är det tätbefolkat, med 411 invånare per kvadratkilometer. Närmaste större samhälle är Gucheng, 7,0 km sydost om Yongfeng. I omgivningarna runt Yongfeng växer i huvudsak blandskog.
Genomsnittlig årsnederbörd är 2 144 millimeter. Den regnigaste månaden är augusti, med i genomsnitt 395 mm nederbörd, och den torraste är januari, med 73 mm nederbörd.